# Matelea variifolia
Matelea variifolia là một loài thực vật có hoa trong họ La bố ma. Loài này được (Schltr.) Woodson mô tả khoa học đầu tiên năm 1941.